# Sanja Knežević
Sanja Knežević (in serbo Сања Кнежевић?; Bijelo Polje, 23 gennaio 1984) è un'ex cestista montenegrina.

## Carriera
Con il Montenegro ha disputato i Campionati europei del 2011.